# Wetumpka, Alabama
Wetumpka là một thành phố ở quận Elmore, tiểu bang Alabama, Hoa Kỳ. Theo điều tra dân số năm 2000 dân số là 5.726 2 Thành phố là quận lỵ của quận Elmore, một trong những quận phát triển nhanh nhất trong tiểu bang. [2] Thành phố được xem là một phần của Vùng đô thị Montgomery.
Wetumpka tự mệnh danh là "The City of Natural Beauty". Trong số các công trình nổi bật đáng chú ý là các miệng núi lửa Wetumpka và Jasmine Hill Gardens, với một bản sao đầy đủ kích cỡ của các đền thờ Hera của Olympia, Hy Lạp.

## Nhân khẩu
Theo điều tra dân 2 năm 2000, thành phố đã có 5.726 người, 1.797 hộ, và 1.128 gia đình sống trong thành phố. Mật độ dân số là 672,9 người trên mỗi dặm vuông (259,8 / km2). Có 2.139 đơn vị nhà ở với mật độ trung bình là 251,4 dặm vuông (97,1 / km 2). [4] Cơ cấu chủng tộc dân cư thành phố có 64,88% người da trắng, 32,83% da đen hay người Mỹ gốc Phi, 0,40% người Mỹ bản xứ, 0,40% người châu Á, 0,07% người đảo Thái Bình Dương, 1,38% từ các chủng tộc khác, và 0,94% từ hai hoặc nhiều chủng tộc. 2,32% dân số là người Hispanic hay Latino thuộc chủng tộc nào.
Có 1.797 hộ, trong đó 28,0% có trẻ em dưới 18 tuổi sống chung với họ, 43,1% là đôi vợ chồng sống với nhau, 16,5% có chủ hộ là nữ không có mặt chồng, và 37,2% đã không có gia đình. 34,2% các hộ gia đình đã được tạo thành từ các cá nhân và 16,0% có người sống một mình 65 tuổi trở lên. Bình quân mỗi hộ là 2,30 và cỡ gia đình trung bình là 2,97.
Trong thành phố này, độ tuổi dân cư với 18,4% ở độ tuổi dưới 18, 8,5% 18-24, 36,5% 25-44, 20,6% 45-64, và 16,0% 65 tuổi trở lên. Tuổi trung bình là 38 năm. Cứ mỗi 100 nữ có 62,1 nam giới. Cứ mỗi 100 nữ 18 tuổi trở lên, có 54,2 nam giới.
Thu nhập trung bình cho một hộ gia đình trong thành phố là 35.536 USD, và thu nhập trung bình cho một gia đình là 41.500 đô la Mỹ. Nam giới có thu nhập trung bình 32.403 USD so với 23.234 $ cho phái nữ. Thu nhập trên đầu cho thành phố là 15.729 $. Giới 7,7% gia đình và 11,7% dân số sống dưới mức nghèo khổ, bao gồm 19,5% những người dưới 18 tuổi và 10,7% có độ tuổi từ 65 trở lên